# Günter Sawitzki
Günter Sawitzki (22 de novembro de 1932 – 14 de dezembro de 2020) foi um futebolista alemão que atuou como goleiro.

## Carreira
Sawitzki atuou no Stuttgart entre 1956 e 1971, jogando mais de quatrocentas partidas. Com o clube, conquistou uma Copa da Alemanha em 1958.
Fez parte do elenco da Seleção Alemã na Copa do Mundo de 1958.

## Morte
Sawitzki morreu em 14 de dezembro de 2020, aos 88 anos.